# Переалкілювання
Переалкілювання, трансалкілювання (рос. переалкилирование, англ. transalkylation) — рівноважне між- або внутрішньомолекулярне перенесення алкільних груп або обмін ними.
Зазвичай відбувається біля гетероатомів, в органічних сполуках (між ефірами і кислотами, четвертинними амінами і амінами, четвертинними солями азациклів і азациклами), протікає до кінця при умові виведення одного з продуктів реакції з її сфери:
>NCH2O–Me + C4H9–OH → >NCH2O–C4H9 + MeOH↑